# Sępolno
Sępolno – wieś w Polsce położona w województwie wielkopolskim, w powiecie nowotomyskim, w gminie Miedzichowo.
W okresie Wielkiego Księstwa Poznańskiego (1815-1848) wzmiankowane są dwie miejscowości: Sępolno Olendrzy i - znacznie mniejsza - Sępolno młyn. Obie należały do wsi mniejszych w ówczesnym powiecie bukowskim, który dzielił się na cztery okręgi (bukowski, grodziski, lutomyślski oraz lwowkowski). Sępolno Olendrzy i Sępolno młyn należały do okręgu lwowkowskiego i stanowiły część majątku Lwówek Zamek (niem. Neustadt), którego właścicielem był wówczas (1837) Antoni Łącki. W skład rozległego majątku Lwówek Zamek wchodziło łącznie 36 wsi. Według spisu urzędowego z 1837 roku Sępolno Olendrzy liczyły 76 mieszkańców i 12 dymów (domostw), natomiast Sępolno młyn liczyły 26 mieszkańców i 3 dymy (domostwa).
W latach 1975–1998 miejscowość administracyjnie należała do województwa poznańskiego.
Osada licząca zaledwie 24 mieszkańców, położona jest przy szosie E 30. Niegdyś był tu okręg wiejski, w skład którego - oprócz Sępolna - wchodziły Mitręga i Młyn na Sępolnie. Znajduje się tu stylowy gościniec "Otwarte Wrota" wybudowany w 1974 r. Kilometr na wschód w lesie wznosi się pomnik upamiętniający śmierć ponad 100 Polaków rozstrzelanych tu w 1941 roku. W 1944 ich zwłoki zostały" ekshumowane i spalone. Prochy ofiar Niemcy rozrzucili po okolicznych polach, aby zatrzeć ślady zbrodni.
Zobacz też: Sępolno Małe, Sępolno Wielkie